# Afrovivella
Afrovivella là một chi thực vật có hoa trong họ Crassulaceae.